# چولا
چولا (به انگلیسی: Chula) یک شهر در ایالات متحده آمریکا است که در شهرستان لیوینگستون، میزوری واقع شده‌است. چولا ۰٫۴۷ کیلومتر مربع مساحت و ۲۱۰ نفر جمعیت دارد و ۲۲۷ متر بالاتر از سطح دریا واقع شده‌است.